# Vanguard Records

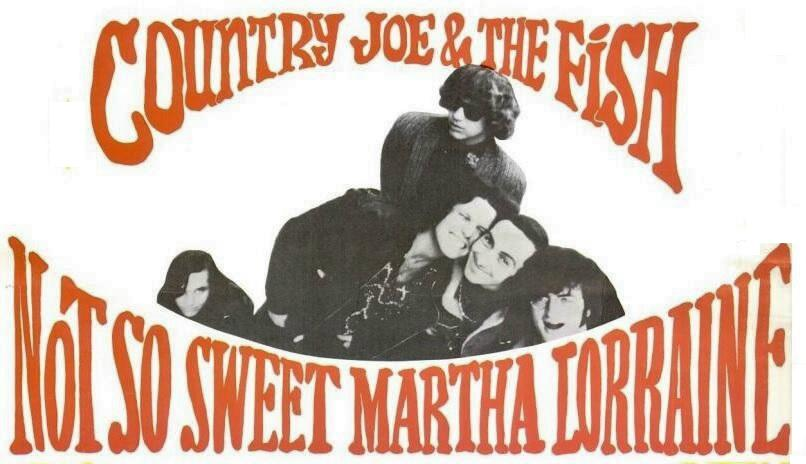
Country Joe and the Fish - Not So Sweet Martha Lorraine

Vanguard Records es una compañía discográfica estadounidense con sede en Nueva York, especializada en música clásica y jazz. Fue fundada en 1949 por Seymour y Maynard Solomon.

## Historia
La compañía fue creada en 1949 en Nueva York por Seymour Solomon, como presidente, y su hermano menor Maynard Solomon como vicepresidente. En principio se centró en el ámbito de la música clásica y el jazz con grabaciones de intérpretes negros como Paul Robeson y The Weavers. Su interés por la música folk se vio reflejado en las grabaciones realizadas a intérpretes como Joan Báez, Hedy West, Buffy Sainte-Marie, Country Joe and the Fish, Ian and Sylvia, Mimi Fariña y Richard Fariña.  
En el verano de 1965 Samuel Charters fue contratado para editar las cintas musicales del Newport Folk Festival celebrado el año anterior; posteriormente, la compañía envió a Charters a la ciudad de Chicago para recopilar material musical de intérpretes de blues; dicho material terminó por materializarse en tres discos, Chicago, The Blues y Today!, los cuales incluían canciones de Junior Wells, Buddy Guy, Otis Spann, James Cotton, Otis Rush, Homesick James, Johnny Shines, Big Walter Horton y Charlie Musselwhite.
Vanguard Records publicó un número importante de grabaciones importadas de música clásica, muchas de las cuales pertenecían al sello británico Pye Records, incluyendo interpretaciones de la Orquesta Hallé de Mánchester dirigidas por John Barbirolli. La excelente calidad de dichas grabaciones ocasionó que varias emisoras de radio de música clásica adquirieran los derechos de emisión. Durante los primeros años de la década de 1970, publicó grabaciones cuadrafónicas de música clásica como la interpretación de la Sinfonía n.º 4 de Chaikovsky por la Orquesta Sinfónica Americana dirigida por Leopold Stokowski. A finales de la década de 1970 la compañía atravesó un periodo de inactividad. Durante la década de 1980 hizo publicaciones intermitentes. 
En 1985 fue vendida a Welk Music Group, que vendió el catálogo de música clásica de Vanguard a Seymour Solomon. Welk Music Group revitalizó el sello, reeditando gran parte del catálogo de música popular en formato CD. A día de hoy, Vanguard Records pertenece a Artemis Records.